# هنایی پوپوویچ
هنایی پوپوویچ (اوکراینی: Геннадій Іванович Попович؛ ۹ فوریهٔ ۱۹۷۳ – ۴ ژوئن ۲۰۱۰) بازیکن فوتبال اهل اتحاد جماهیر شوروی سوسیالیستی بود.
از باشگاه‌هایی که در آن بازی کرده‌است می‌توان به باشگاه فوتبال کریفباس کریفیی ریه، باشگاه فوتبال شاختار دونتسک، و باشگاه فوتبال زنیت سن پترزبورگ اشاره کرد.
وی همچنین در تیم ملی فوتبال زیر ۲۱ سال اوکراین بازی کرده‌است.